# Colonna cromatografica

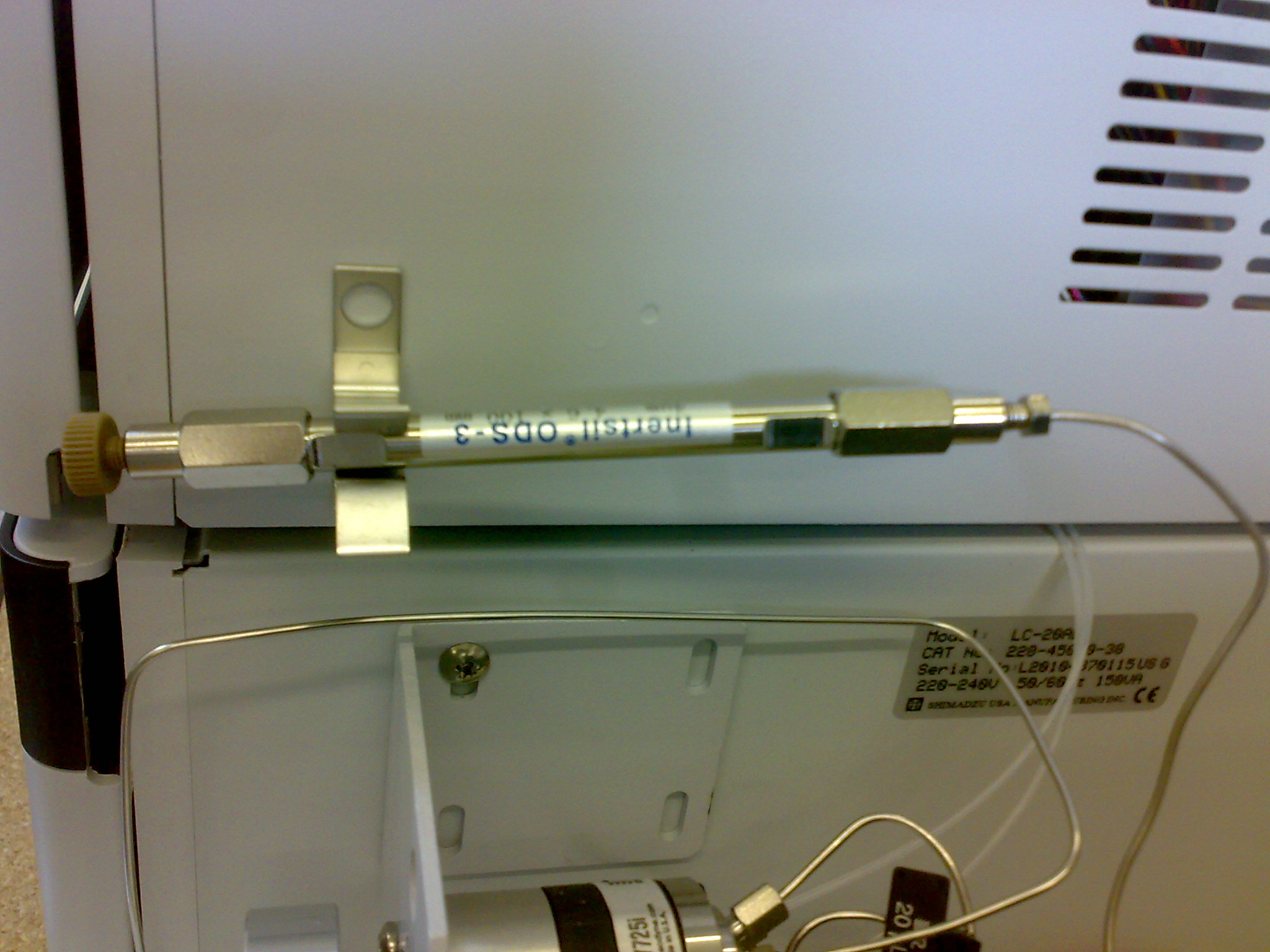
Colonna HPLC

La colonna cromatografica è lo strumento principale usato nella tecnica della cromatografia. Si compone di due parti fondamentali: il supporto e l'impaccamento. Il supporto consiste fondamentalmente nella colonna stessa, intesa in senso fisico ovvero il cilindro (come nel caso dell'HPLC) dove viene fatto scorrere l'analita. Per impaccamento si intende invece la matrice inserita all'interno della colonna, una sostanza (ad esempio silice oppure polistirene) che permette di separare i composti iniettati. Un esempio di colonna è la cosiddetta "C-18", una colonna cromatografica largamente usata, il cui nome deriva dalla natura dell'impaccamento usato, una molecola costituita da 18 atomi di carbonio.

## Capacità di una colonna cromatografica
La capacità di una colonna cromatografica (peak capacity in inglese) è la quantità massima di composti che questa riesce a separare.
La capacità di una colonna cromatografica si calcola, secondo la teoria dei piatti come:
{\displaystyle n_{c}=1+{\frac {\sqrt {N}}{4}}\ln {\frac {V_{max}}{V_{min}}}}
Dove:
- N = numero di piatti teorici della colonna
- Vmax = volume massimo di fase mobile in cui un analita può essere eluito e rilevato
- Vmin = volume minimo di fase mobile in cui un analita può essere eluito e rilevato